# Phrudocentra nigromarginata
Phrudocentra nigromarginata là một loài bướm đêm trong họ Geometridae.